# Steilhalden und Flussauen des Lechs zwischen Kinsau und Hohenfurch
Das Naturschutzgebiet Steilhalden und Flussauen des Lechs zwischen Kinsau und Hohenfurch liegt auf dem Gebiet der Landkreise Weilheim-Schongau und Landsberg am Lech in Oberbayern.
Das 188,3 ha große Gebiet mit der Nr. NSG-00643.01, das im Jahr 2004 unter Naturschutz gestellt wurde, erstreckt sich östlich des Kernortes der Gemeinde Kinsau und nordöstlich des Kernortes der Gemeinde Hohenfurch entlang des Lechs. Westlich des Gebietes verläuft die B 17 und östlich die St 2014.

## Schutzziele
Das Schutzgebiet soll einen Abschnitt des Lechtals mit seinen vielfältigen Lebensgemeinschaften erhalten und die Funktion des Lechtals als Floren- und Faunenbrücke zwischen Alpen und Jura sichern und fördern. Natürlichen und naturnahen Lebensräumen soll die unbeeinflusste Entwicklung ermöglicht werden. Rutschhänge bleiben sich in ihrer Bewegungsdynamik und Vegetationsentwicklung selbst überlassen, auch Fließgewässerumlagerungen werden zugelassen, soweit dieses im Rahmen der Wasserkraftnutzung des Lechs möglich ist. Um seltene und gefährdete Tier- und Pflanzenarten zu erhalten und in ihrer natürlichen Entwicklung zu fördern, werden deren Nahrungs-, Brut- und Lebensräume geschützt und ihre Ungestörtheit gewährleistet. Geomorphologische Veränderungen wie die natürliche Weiterentwicklung der Prallhänge werden zugelassen; die Gesteinsaufschlüsse und Reliefformen als bedeutende Dokumente der geologischen Geschichte der Region sollen für die Zwecke der Volksbildung und Heimatkunde sowie Wissenschaft, Forschung und Lehre erhalten bleiben. Die wissenschaftliche Erforschung des Gebiets wird weitergeführt.